# Xanthosia tomentosa
Xanthosia tomentosa är en flockblommig växtart som beskrevs av Alexander Segger George. Xanthosia tomentosa ingår i släktet Xanthosia och familjen flockblommiga växter. Inga underarter finns listade i Catalogue of Life.